# تلمبه خسروی
تلمبه خسروی یک منطقهٔ مسکونی در ایران است که در دهستان ریزآب واقع شده‌است. تلمبه خسروی ۶۰ نفر جمعیت دارد.